# Bermudy na Letnich Igrzyskach Olimpijskich 2020
Bermudy na Letnich Igrzyskach Olimpijskich 2020 – występ kadry sportowców reprezentujących Bermudy na igrzyskach olimpijskich, które odbyły się w Tokio w Japonii, w dniach 23 lipca - 8 sierpnia 2021 roku.
Reprezentacja Bermudów liczyła dwóch zawodników - mężczyznę i kobietę, którzy wystąpili w 2 dyscyplinach.
Był to dziewiętnasty start tego terytorium zależnego na letnich igrzyskach olimpijskich.

## Zdobyte medale
| Medal | Zawodnik    | Dyscyplina | Konkurencja      | Rezultat | Data     |
| ----- | ----------- | ---------- | ---------------- | -------- | -------- |
| Złoto | Flora Duffy | Triathlon  | triathlon kobiet | 1:55:36  | 27 lipca |

## Reprezentanci

### Triathlon
| Zawodnik    | Konkurencja | Pływanie (1,5 km) | Zmiana 1 | Jazda na rowerze (40 km) | Zmiana 2 | Bieg (10 km) | Czas    | Pozycja |
| ----------- | ----------- | ----------------- | -------- | ------------------------ | -------- | ------------ | ------- | ------- |
| Flora Duffy | Kobiety     | 18:32             | 0:41     | 1:02:49                  | 0:34     | 33:00        | 1:55:36 | złoto   |

### Wioślarstwo
| Zawodnik      | Konkurencja | Kwalifikacje | Kwalifikacje | Repasaże | Repasaże | Ćwierćfinał | Ćwierćfinał | Półfinał | Półfinał  | Finał   | Finał   |
| Zawodnik      | Konkurencja | Wynik        | Pozycja      | Wynik    | Pozycja  | Wynik       | Pozycja     | Wynik    | Pozycja   | Wynik   | Pozycja |
| ------------- | ----------- | ------------ | ------------ | -------- | -------- | ----------- | ----------- | -------- | --------- | ------- | ------- |
| Dara Alizadeh | M1x         | 7:34,96      | 4. Q (R)     | 7:35,90  | 2. Q     | 7:35,73     | 5. Q (PC/D) | 7:11,14  | 3. Q (FC) | 7:09,91 | 18.     |